# 羅餘慶
羅餘慶（1497年—？），字道承，號两峰，江西吉安府吉水縣人，民籍，明朝政治人物。

## 生平
嘉靖元年（1522年）壬午科江西鄉試第一百六名舉人。嘉靖八年（1529年）中式己丑科會試第二百八十四名，登第二甲第九十一名進士。授工部主事，卒。

## 家族
曾祖羅宗汭；祖父羅其卓；父羅體昌，母周氏。具庆下。弟重庆、德庆。